# Gura Vadului
Gura Vadului est une commune roumaine du județ de Prahova, dans la région historique de Valachie et dans la région de développement du Sud.

## Géographie
La commune de Gura Vadului est située dans l'est du județ, à la limite avec le județ de Buzău, dans la plaine valaque, à 5 km au nord de Mizil et à 40 km au nord-est de Ploiești, le chef-lieu du județ.
La municipalité est composée des trois villages suivants (population en 1992) :
- Gura Vadului (1 412), siège de la commune ;
- Perșunari (1 039) ;
- Tohani (222).

## Histoire
La première mention écrite de la commune date de 1600.

## Politique
| Parti | Parti                                      | Sièges |
| ----- | ------------------------------------------ | ------ |
|       | Parti national libéral (PNL)               | 5      |
|       | Alliance des libéraux et démocrates (ALDE) | 2      |
|       | Parti social-démocrate (PSD)               | 2      |
|       | Parti écologiste roumain (PER)             | 1      |
|       | Parti Prahova en action                    | 1      |

## Démographie
En 2002, la commune comptait 2 547 Roumains (99,88 %). On comptait à cette date 1 559 ménages et 1 036 logements.
| 1992  | 2002  | 2011  |
| ----- | ----- | ----- |
| 2 673 | 2 550 | 2 285 |

En 2002, la composition religieuse de la commune était la suivante :
- Chrétiens orthodoxes, 98,82 % ;
- Pentecôtistes, 0,90 %.

## Économie
L'économie de la commune repose sur l'agriculture (la viticulture notamment) et l'élevage.

## Communications

### Routes
La route régionale DJ100H permet de rejoindre Mizil vers le sud et Jugureni vers le nord. La DJ102R, elle, rejoint Călugăreni et la vallée de la rivière Cricovul Sărat vers l'ouest.

### Voies ferrées
La gare la plus proche est celle de Mizil à 6 km.

## Lieux et monuments
- Gura Vadului, église de l'Entrée de Marie dans l'Église datant de 1816.